# Ielan (Saràtov)
|  | Per a altres significats, vegeu «Ielan». |

Ielan (en rus: Елань) és un poble de l'óblast de Saràtov, a Rússia, segons el cens del 2010 tenia 655 habitants. Pertany al districte municipal de Rtísxevo.